# Cornelius Häußermann
Cornelius Häußermann (* 1959) ist ein deutscher Kirchenmusiker. Er ist Kantor und Organist der Paulus-Gemeinde Berlin-Zehlendorf, Leiter der Berliner Bach Gesellschaft und Leiter der Zehlendorfer Pauluskantorei an der Paulus-Kirche.

## Leben
Cornelius Häußermann wuchs in Herrenberg auf und studierte zunächst Musikwissenschaften und Kunstgeschichte, danach Kirchenmusik in Berlin, unter anderem bei Martin Behrmann und Karl Hochreither. 1988 bis 1989 war er Mitglied der Neuköllner Oper, dann Kirchenmusiker in Berlin-Nikolassee. Er war bis 2016 Kreiskantor des Kirchenkreises Teltow-Zehlendorf.
Mit der Zehlendorfer Pauluskantorei und dem Kammerorchester Berliner Cappella gestaltete er zahlreiche Konzerte. Unter seiner Leitung fanden Konzertreisen nach Italien, Frankreich und Polen statt. Im Mittelpunkt stehen die Aufführungen der Oratorien und Kantaten von Johann Sebastian Bach und die Beschäftigung mit Neuer Musik.
Mit dem Orgelbauverein Pauluskirche Zehlendorf wurde ein Orgelbauprojekt entwickelt, bei dem 2011 bis 2013 zwei Orgeln mit unterschiedlichem Klangprofil in der Pauluskirche eingebaut wurden. Die Karl Schuke Berliner Orgelbauwerkstatt schuf eine neue Orgel auf der Südempore in französisch-symphonischer Tradition mit 44 Registern auf drei Manualen und Pedal. Als Ergänzung entstand auf der östlichen Seitenempore ein Neubau im mitteldeutschen Barockstil von Gottfried Silbermann und Tobias Heinrich Gottfried Trost, ohne ein bestimmtes Instrument zu kopieren. Das Instrument von Rowan West verfügt über 25 Register auf zwei Manualen und Pedal.

## Auszeichnungen
- 2016 erhielt Cornelius Häußermann das Bundesverdienstkreuz am Bande für seine Verdienste als Kirchenmusiker, der ein reichhaltiges Konzertleben aufgebaut, das Orgelbauprojekt konzipiert und zur deutsch-polnischen Verständigung beigetragen habe.[7]